# Génitif
En linguistique, le génitif est un cas grammatical utilisé quand un nom commun ou un nom propre est un complément d'un autre nom. 
Le génitif exprime notamment la possession dans de nombreuses langues (voir possessif (cas)). Il peut être indiqué au moyen d'une modification de la terminaison du nom du possesseur dans une langue à déclinaison (comme le latin ou le grec). Cette relation de possession peut aussi être exprimée en ajoutant un affixe à ce nom (comme en anglais et en néerlandais), ou encore en modifiant l'article défini (comme en allemand). Le français, qui ne possède pas de forme grammaticale de génitif, utilise une préposition ou un adjectif possessif pour exprimer cette relation de possession. Il faut entendre cette notion de « possession » au sens large, puisqu'elle inclut généralement la relation de partie au tout : Mary's house et Mary's leg (la maison de Marie / la jambe de Marie) ne réfèrent pas au même type de relation ; ainsi que les relations parentales (Mary's mother = la mère de Marie).
Le génitif peut aussi, comme dans les langues slaves, prendre un sens de partitif (p.ex. : выпить стакaн воды, boire un verre d'eau). Cela provient du fait que les nombres fonctionnent (ou ont fonctionné à un moment) comme des noms (cf. Une douzaine d'œufs).

## Fonctions
Il existe divers types de relation entre le génitif et le nom dont il dépend :
- fonction possessive
  - possession inaliénable : « la main de Pierre » (latin : Petri manus)
  - possession aliénable : « la maison de Marie » (latin : Mariae domus)
  - une relation : « la mère de Pierre » (latin : Petri mater)
- fonction partitive ou de composition
  - substance : « une roue de fromage »
  - membre d'un groupe : « une troupe de comédiens »
  - source : « une tranche de pain »
- participation à une action
  - en tant qu'agent : « L'amour de sa mère excusait tout ». Génitif subjectif : « sa mère l'aimait tellement »
  - en tant qu'objet : « Son amour de la musique ». Génitif objectif : « Elle aime la musique »
  - en tant qu'origine : « Un souvenir de Taïwan »
  - en tant que référence : « la capitale du Canada »
  - en tant que description : « un homme d'honneur »

## Allemand
Le génitif allemand peut être postposé ou antéposé (placé après ou avant le nom auquel il se rapporte). Dans ce dernier cas, il se substitue alors à l'article défini, et on parle de génitif saxon.

### Génitif «ordinaire»
La marque forte du génitif est -(e)s au masculin et au neutre singulier et -(e)r au féminin singulier et au pluriel.
L'article défini au génitif est :
- des au masculin et au neutre singulier ;
- der au féminin singulier et au pluriel.

L'article indéfini au génitif est :
- (k)eines au masculin et au neutre singulier ;
- (k)einer au féminin singulier ;
- keiner au pluriel.

Le génitif se marque également sur le substantif au masculin et au neutre singulier :
- pour les substantifs à déclinaison forte, par la désinence -(e)s : der Vater, das Kind font  des Vaters, des Kindes  ;
- pour les substantifs à déclinaison faible, par l'habituelle désinence -(e)n : der Prinz, der Herr font  des Prinzen, des Herrn  ;
- pour les substantifs à déclinaison mixte, par la désinence -(e)ns : der Name, das Herz font  des Namens, des Herzens .

Dans un groupe nominal au génitif, comme aux autres cas, l'adjectif prend la marque faible en présence de l'article, qui, au génitif, est toujours marqué. En revanche, contrairement aux autres cas, il ne prend la marque forte en l'absence d'article que lorsque le substantif ne porte pas la marque : ainsi, on dira guter Gesellschaft (de bonne société) mais guten Geschmacks  (de bon goût).
Ces règles connaissent certaines exceptions :
- certains noms finissant par -s (surtout les noms masculins se terminant par ismus) sont invariables au génitif singulier : der Kapitalismus, der Kommunismus, der Kolonialismus font des Kapitalismus, des Kommunismus, des Kolonialismus ;
- les noms propres ne prennent pas la marque -(e)s lorsqu'ils sont précédés de l'article défini ; ils la prennent en revanche s'ils sont employés sans article. Par exemple, l'histoire de France se dira Die Geschichte Frankreichs

mais l'histoire de la France moderne se dira Die Geschichte des modernen Frankreich (sans -s) ; de même la vie de Mozart se dira indifféremment das Leben Mozarts ou das Leben des Mozart (sans le s)

### Génitif saxon
Il se forme de manière analogue au génitif ordinaire pour les noms communs ou les noms propres employés avec l'article. Pour les noms propres employés sans article, il se forme, à tous les genres, même au féminin, par l'adjonction d'un -(e)s.
Il est antéposé et se substitue à l'article (défini) du nom qu'il détermine.
Très utilisé en langue poétique, il ne s'emploie plus en langue courante que pour les noms propres sans article.
Par ailleurs, pour ces noms, le génitif formé par l'adjonction de la marque -(e)s peut également, contrairement à l'anglais par exemple, être postposé. Ainsi l'expression : le chien d'Anne peut se dire :
- Annas Hund : génitif saxon (en allemand, il n'y a pas d'apostrophe, et il n'y a pas d'article défini devant le nom déterminé), ou
- der Hund Annas.

## Anglais
Le génitif anglais est souvent appelé le possessif. Il se forme avec un  's pour les noms singuliers et pluriels qui ne se terminent pas en -s : man's, men's (d'un homme, des hommes).
Il se forme avec ' seul pour les noms pluriels qui se terminent en -s : buses' (des autobus).
Il se forme avec l'une des deux manières pour les noms singuliers qui se terminent en -s : bus's ou bus' (de l'autobus).
Quand il s'agit d'un nom propre terminé en -s, on ajoute 's : Charles's book ('le livre de Charles'), mais on lit souvent Charles' book.
En anglais, il est possible de mettre tout un groupe de mots au génitif (saxon) : The King of England's horses, les chevaux du roi d'Angleterre (et non le roi des chevaux d'Angleterre).

## Basque
La possession en basque est marquée par le cas noren, avec les suffixes (-(r)en, -aren) ajoutés au radical du nom ou de l'adjectif. Il existe cependant un génitif spatio-temporel (cas nongo), avec les suffixes -(e)ko, -go, -(e)tako, qui est un complément de lieu et de temps.
Par exemple, pour le génitif possessif : 
- Au singulier défini : Parkearen berezitasunak ('Les particularités du parc') et Parke ingelesaren berezitasunak ('Les particularités du parc anglais').
- Au pluriel lointain : Parkeen berezitasunak ('Les particularités des parcs') et Parke ingelesen berezitasunak ('Les particularités des parcs anglais').
- Au pluriel proche : Parkeon berezitasunak ('Les particularités de ces parcs') et Parke ingeleson berezitasunak ('Les particularités de ces parcs anglais').
- À l'indéfini : Zein parkeren berezitasunak? ('Les particularités de quel(s) parc(s) ?', le -r- entre le nom parke, terminé en voyelle, et le suffixe -en, étant euphonique) et Zein parke ingelesen berezitasunak? ('Les particularités de quel(s) parc(s) anglais' ?).
- Pour les noms propres : Peruren ezaugarriak ('Les caractéristiques du Pérou') et Parisen ezaugarriak ('Les caractéristiques de Paris') ; Putinen hitzaldia ('Le discours de Poutine') et Obamaren hitzaldia ('Le discours d'Obama').

Par contre, on utilise le cas nongo pour le génitif locatif :
- Pour les noms propres : Peruko gobernua ('Le gouvernement du Pérou', car le mot Peru se termine en voyelle), Quebeceko gobernua ('Le gouvernement du Québec', car la consonne finale n'est ni -l ni -n ni -m) et Irango / Portugalgo / Vietnamgo gobernua ('Le gouvernement d'Iran / du Brésil / du Vietnam', la dernière consonne du mot étant -n, -l ou -m). Ce génitif ne s'utilise pas avec les êtres animés (noms désignant des personnes ou des animaux) : Obamako hitzaldia veut dire 'Le discours prononcé à Obama' (ville japonaise), jamais le discours prononcé ou écrit par le président Obama.
- Au singulier défini : Parkeko loreak ('Les fleurs du parc', le mot parke se terminant en voyelle), Parke ingeleseko loreak ('Les fleurs du parc anglais', car l'adjectif ingeles, dernier élément du groupe nominal et auquel on attache le suffixe, se termine en consonne : le -e- entre l'adjectif ingeles, terminé en consonne, et le suffixe -en, est euphonique).
- Au pluriel lointain : Parkeetako loreak ('Les fleurs des parcs') et Parke ingelesetako loreak ('Les fleurs des parcs anglais').
- Au pluriel proche : Parkeotako loreak ('Les fleurs de ces parcs') et Parke ingelesotako loreak ('Les fleurs de ces parcs anglais').
- À l'indéfini : Zein parketako loreak? ('Les fleurs de quel(s) parc(s) ?') et Zein parke ingelesetako loreak? ('Les fleurs de quel(s) parc(s) anglais ?').

Ce même cas est utilisé pour indiquer aussi la location temporelle : 
- Au singulier défini : Martxoko hauteskundeak ('Les élections de mars') et Apirileko hauteskundeak ('Les élections d'avril').
- Au pluriel lointain : Azken urteetako hauteskundeak ('Les élections des dernières années') et Azken hiletako hauteskundeak ('Les élections des derniers mois').
- Au pluriel proche : Azken urteotako hauteskundeak ('Les élections de ces dernières années') et Azken hilotako hauteskundeak ('Les élections de ces derniers mois').
- À l'indéfini : Zein urtetako hauteskundeak? ('Les élections de quelle(s) année(s) ?') et Zein hiletako hauteskundeak? ('Les élections de quel(s) mois ?').
- Avec des adverbes de temps : Atzoko / Biharko hauteskundeak ('Les élections d'hier / de demain') et Aurtengo hauteskundeak ('Les élections de cette année').

## Breton
Dès lors que le mot breton est complété par un complément défini, le mot principal est alors considéré comme étant suffisamment défini et perd son propre article.
Nom 1 : ar c'hi ('le chien', avec mutation après l'article) plus nom 2 : ar verc'h ('la fille')
Nom 1 + nom 2 = Ki ar verc'h ('Le chien de la fille' : le mot complété ki perd son article et donc sa mutation initiale de k- à c'h-)
Ce complément de nom est un problème relativement délicat : il faut apprécier en effet chaque fois la nature du complément (défini ou indéfini).
Quand on dit que le complément du nom est défini et que le nom complété perd son article, il faut préciser que le complément du nom est considéré comme suffisamment défini s'il est précédé d'un article indéfini : 
Nom 1 : ar c'hi ('le chien') + nom 2 : ur verc'h ('une fille', c'est en principe un nom indéfini, mais il est considéré comme suffisamment défini pour la présente règle). Nom 1 + nom 2 = Ki ur verc'h ('Le chien d'une fille').
Par contre, dans l'exemple suivant, le complément du nom est un véritable indéfini, et le nom complété garde donc son article : 
Nom 1 : An tamm ('Le morceau') + nom 2 : bara ('pain'). Nom 1+ nom 2 : An tamm bara ('Le morceau de pain', partitif).

## Grec ancien
L'emploi du génitif est nettement plus étendu en grec ancien qu'en latin: en effet, la déclinaison nominale grecque a perdu l'ablatif, conservé en latin, et les valeurs de ce cas ont été essentiellement transférées au génitif. Ainsi, le génitif grec, en plus des emplois signalés pour le latin, exprime l'origine spatiale ou temporelle, notamment après les prépositions qui ont ce sens (έξ éx suivi du génitif = ex suivi de l'ablatif en latin = sortant de; άπό hápó suivi du génitif = ab suivi de l'ablatif en latin = venant de, ou depuis, etc.).
De même, à l'ablatif absolu du latin correspond le génitif absolu en grec. Par exemple: ὁ ἥλιος (ho hḗlios; le soleil),  δύνω (dúnō; se coucher)→ τοῦ ἡλίου δύνοντος (toû hēlíou dúnontos; le soleil se couchant, au coucher du soleil). 
Les compléments d'adjectif à l'ablatif en latin sont au génitif en grec: digne de  se dit dignus avec l'ablatif en latin, άξιος áxios avec le génitif en grec.
En outre, l'emploi du génitif comme complément de verbe est beaucoup plus étendu en grec qu'en latin (après des verbes signifiant "atteindre" ou "désirer" ou des verbes signifiant "entendre", "sentir", "toucher" etc. ou avec une valeur partitive après les verbes signifiant "manger" ou "boire").

## Latin
En latin, le génitif marque, en général, le complément du nom. Par rapport au nom qu'il complète, le génitif peut marquer plusieurs types de rapports, comme celui de possession (caput Petri, la tête de Pierre; liber Petri, le livre de Pierre) ou de parenté (filius Petri, le fils de Pierre).
Le génitif partitif exprime le tout dont est mentionnée une partie (fortissimi Romanorum, les plus courageux des Romains; extremum provinciae, l'extrémité de la province).
Le génitif peut également servir de complément d'adjectif, (vestri similes, semblables à vous), ou de verbe (meminisse, se souvenir de ;  oblivisci, oublier).
Le verbe être construit avec le génitif signifie "est le propre de..." (Ridere hominis est, rire est le propre de l'homme).
| Nombre    | 1re déclinaison     | 2e déclinaison          | 3e déclinaison         | 4e déclinaison     | 5e déclinaison     |
| --------- | ------------------- | ----------------------- | ---------------------- | ------------------ | ------------------ |
| Singulier | rosae (de la rose)  | domini (du maître)      | consulis (du consul)   | manus (de la main) | diei (du jour)     |
| Pluriel   | rosarum (des roses) | dominorum (des maîtres) | consulum (des consuls) | manuum (des mains) | dierum (des jours) |

## Letton
En letton, on décline les noms, les adjectifs, les adjectifs numéraux et les pronoms.
Les substantifs (ou les noms) peuvent être soumis ou non soumis à la flexion (locījums). Les noms soumis à la flexion se partagent en six groupes, appelés déclinaisons (deklinācijas), par le genre et la terminaison du nominatif :
| Groupe | Genre               | Terminaison (nominatif singulier) | Exemple              | Terminaison (nominatif pluriel) | Exemple               | Exception                                                 |
| ------ | ------------------- | --------------------------------- | -------------------- | ------------------------------- | --------------------- | --------------------------------------------------------- |
| 1      | masculin            | s, š                              | dēls, teļš           | i                               | dēli, teļi            |                                                           |
| 2      | masculin            | is                                | kaķis, gulbis        | i                               | kaķi, gulbji          | akmens, asmens, zibens, ūdens, mēness, rudens, suns, sāls |
| 3      | masculin et féminin | us                                | tirgus (m), pelus(f) | i                               | tirgi, peli           |                                                           |
| 4      | masculin et féminin | a                                 | puika(m), māsa(f)    | as                              | puikas, māsas         |                                                           |
| 5      | masculin et féminin | e                                 | bende(m), zīle(f)    | es                              | bendes, zīles         |                                                           |
| 6      | féminin             | s                                 | govs, zivs, krāsns   | is                              | govis, zivis, krāsnis | ļaudis                                                    |

Pour former le génitif, en fonction du groupe et du nombre grammatical (pluriel ou singulier), la terminaison des lemmes change.
| Groupe | Nombre    | Terminaison | Génitif formé | Dans la phrase     | En français             |
| ------ | --------- | ----------- | ------------- | ------------------ | ----------------------- |
| 1      | singulier | a           | dēla          | dēla māja          | la maison du fils       |
| 1      | pluriel   | u           | dēlu          | dēlu māja          | la maison des fils      |
| 2      | singulier | a           | kaķa          | kaķa vieta         | la place du chat        |
| 2      | pluriel   | u           | kaķu          | kaķu vieta         | la place des chats      |
| 3      | singulier | us          | tirgus        | tirgus piedāvājums | proposition du marché   |
| 3      | pluriel   | u           | tirgu         | tirgu piedāvājums  | proposition des marchés |
| 4      | singulier | as          | māsas         | māsas māja         | la maison de la sœur    |
| 4      | pluriel   | u           | māsu          | māsu māja          | la maison des sœurs     |
| 5      | singulier | es          | zīles         | zīles ligzda       | le nid de la mésange    |
| 5      | pluriel   | u           | zīļu          | zīļu ligzda        | le nid des mésanges     |
| 6      | singulier | s           | govs          | govs trauks        | la gamelle de la vache  |
| 6      | pluriel   | u           | govju         | govju trauks       | la gamelle des vaches   |

- La flexion du troisième groupe des noms au pluriel est nuancée car il s'y regroupent des inquantifiables (la glace, le miel, la bière, etc.)

## Néerlandais
En néerlandais, le génitif se marque par l'ajout d'un s, 's ou d'une apostrophe ( ' ) :
- pour les noms communs et pour les noms de pays, de provinces et de régions sauf ceux en -a, -i, -o, -u ou -y et les noms de famille et les prénoms et les noms usités comme titres, non précédés de l'article, sauf ceux dont il sera question au point suivant, on ajoute un simple -s : Nederland, Van Haag font Nederlands, Van Haags ;
- les noms de pays, de continents, de provinces et de régions qui se terminent par -a, -i, -o, -u ou -y et les noms de famille et les prénoms qui se terminent par -a, -i, -o, -u ou -y, on ajoute 's: Geschiedenis van Afrika, et Schoonheid van Anna font Afrika's geschiedenis, Anna's schoonheid ;
- les noms de famille et les prénoms qui se terminent par -s, -sch, -sh, -x ou -z prennent une apostrophe : Verjaardag van Beatrix fait Beatrix' verjaardag : Mijn vader's auto : La voiture de mon père. Ou bien on le forme avec van, qui signifie "de", "du" : De auto van mijn vader : La voiture de mon père.

Des formes archaïques n'obéissant pas à ces règles, et des génitifs avec article, se conservent dans certaines expressions figées: 's-Gravenbrakel (Braine-le-Comte, avec en français aussi un cas régime archaïque), 's-Gravenhage (La Haye, m-à-m. Haye-le-Comte), 's-Hertogenbosch (Bois-le-Duc), de Opperbouwmeester des Heelals (le Grand Architecte de l'Univers), 's avonds (pour "des avonds", avec article: « le soir »), des daags (« de jour », avec allongement du a, notamment dans la version néerlandaise du Règlement international pour prévenir les abordages en mer), etc.

## Picard
La langue picarde a conservé un reste du génitif de l’ancien français (qui venait lui-même du génitif latin).
En ancien français la possession pouvait être exprimée de deux façons : en utilisant une préposition (généralement a, « à », ou de, « de »), ou alors en recourant à ce reste de génitif latin qui consistait à mettre le nom possédant au cas régime et ne pas mettre de préposition. Par exemple, Jean de Joinville écrit en 1275 : Je, Jehan [...], faiz escrire la vie_nostre saint roy Looÿs (« Moi, Jean, je fais écrire la vie de notre saint Roi Louis »).
Cette pratique a disparu progressivement, on n’en retrouve plus de traces réelles dans l’usage après le XVe siècle sauf dans des expressions figées dont certaines nous sont parvenues comme « Hôtel-Dieu » (ostel Dieu ou ostel a Dieu en ancien français), « Fête-Dieu » (la feste Dieu ou feste a Dieu), etc.
En picard, cet usage du génitif s’est cependant maintenu jusqu’à nos jours mais uniquement dans les cas où le possesseur est un nom propre. Ainsi, « le chapeau de Baptiste » se dira en picard : ech capieu_Batisse. L’utilisation de la préposition à est également possible, comme en français courant : ech capieu à Bâtisse.
Si le nom propre est précédé de qualificatifs (par exemple « notre bon Paul »), on utilise systématiquement la préposition à. Ainsi, « le chapeau de notre bon Paul » se traduira ech capieu à no boin Paul.

Le génitif ne s’utilise qu’avec un nom propre et uniquement s’il n’y a rien entre le possédé et le nom propre du possesseur (comme dans ech capieu_Batisse).
Ainsi, dans la phrase « le chapeau de mon voisin », puisque mon voisin n’est pas un nom propre, le picard ne traduira pas avec un génitif mais avec la préposition à, ce qui donne : ech capieu à min voésin.
Une exception à cette règle : le mot Diu (« Dieu ») peut utiliser le génitif, il se comporte comme un nom propre : Sainte Marie, os ètes el mère (à) Diu (« Sainte Marie, vous êtes la mère de Dieu »).

## Russe
Outre ses emplois habituels, le génitif en russe, comme dans d'autres langues slaves, s'utilise lors d'une négation :
Он – дома. (Il est à la maison. Он = nominatif).
Его дома нет. (Il n'est pas à la maison. Его = génitif, mot à mot : de lui à la maison il n'y a pas).
NB. On trouve l'équivalent en français : "Il n'y a pas de sucre."

## Polonais
Outre la marque de la possession, le génitif s'utilise aussi après les négations à la place de l'accusatif. Il s'utilise aussi toujours après certains verbes comme bać się (avoir peur), słuchać (écouter), wymagać (exiger), potrzebować (avoir besoin), szukać (chercher), etc. et après certaines prépositions (dont certaines sont mixtes) : od (de, à partir de), dla (pour), z (de), do (vers), bez (sans), u (chez), koło (à côté de), oprócz (à part), , etc.

## Slovène
La possession est marquée en slovène non par le génitif, mais par une suffixation du nominatif.

## Exemples
Le syntagme français Le chien de la fille se traduira ainsi dans diverses langues.
- allemand : Der Hund des Mädchens.
Le génitif saxon, de nos jours archaïque ou poétique sauf pour les noms propres, se substitue à l'article du nom déterminé : Des Mädchens Hund.
- anglais : The girl's dog.
- basque : Neskaren txakurra (de la fille, pas du garçon) ou bien Alabaren txakurra (de la fille, pas du fils) : dans le deux cas, les mots neska et alaba perdent leur -a final en prenant le suffixe possessif singulier -aren.
- breton : Ki ar verc'h, ki ur verc'h.
- espéranto : La hundo de la knabino.
- finnois : Tytön koira.
- latin :  Puellae canis.
- letton : Meitenes suns (meitene = « la fille », = suns = « le chien »).
- russe : Собака девочки.
- slovène :  Puncin pes.
- suédois : Flickans hund.